# Robert A. Parker
Robert Allan Ridley Parker (Nueva York, 14 de diciembre de 1936) es un astronauta estadounidense.
Formado en Física y Astronomía, enseñaba esta materia en la Universidad de Wisconsin-Madison cuando fue seleccionado como astronauta-científico por la NASA en 1967.
Durante las misiones del Programa Apolo, sirvió con las equipos de apoyo a los astronautas de las Apolo 15 y Apolo 17 y como cientista durante las tres misiones Skylab en los años 1970. 
En 28 de noviembre de 1983 él fue al espacio como especialista de misión de la STS-9 Columbia, primera misión del Transbordador Espacial con el Spacelab, que también llevó al espacio por primera vez un astronauta no-americano, el alemán Ulf Merbold. En diciembre de 1990, voló en su segunda misión espacial, a bordo de la STS-35 Columbia, que llevó a la órbita terrestre el ASTRO-1, un pequeño observatorio compuesto de cuatro telescopios.
Después de pasar cerca de quince años trabajando en cargos diversos de dirección en la agencia espacial, Parker se retiró de la NASA en 2005.